# Guglielmo da Marsiglia
Guglielmo da Marsiglia (1475-1537) foi um pintor italiano de vitrais do século XVI. Também ficou conhecido como Guglielmo da Marcillat. Era natural de Dt. Michiel, perto de Meuse, França. 
O artista criou três janelas em 1519 para a Catedral de Arezzo por uma taxa de 180 ducados e completou duas janelas na igreja de Santa Maria del Popolo composta por 12 cenas da vida de Cristo e da Virgem Maria (1509). Ele também pintou em afrescos . Um de seus alunos foi o pintor, arquiteto e biógrafo Giorgio Vasari . 